# Iglesia del Sagrado Corazón de Jesús (Burjasot)
La iglesia parroquial del Sagrado Corazón es un templo católico situado en la calle Teodoro Llorente, 9, en el municipio valenciano de Burjasot, España. Es Bien de Relevancia Local con identificador número 46.13.078-006.

## Historia
Se erigió como parroquia el 29 de diciembre de 1953.